# Уапаконета
Уапакънета (на английски: Wapakoneta) е град в Охайо, Съединени американски щати, административен център на окръг Оглейз. Населението му е 9782 души (по приблизителна оценка от 2017 г.).

## Личности
В Уапаконета е роден космонавтът Нийл Армстронг (1930 – 2012).